# Пере Понс
Пере Понс Рієра (*20 лютого 1993, Сан-Марті-Вель, Іспанія) — іспанський футболіст, півзахисник футбольної команди «ФК Жирона» з однойменного міста

## Життєпис
Народився 27 лютого 1993 року в місті Баньолас. Пройшов юнацьку школу «ФК Жирона». Після цього приєднався до резервної команди, яка виступає в регіональних лігах.
13 вересня 2012 року відіграв свою першу гру за Кубок Іспанії проти «ФК Спортінг». Через три дні провів свою першу гру в чемпіонаті Іспанії проти «ФК Ґвадалахара». Усього за сезон 2012/13 брав участь у дев'яти іграх.
29 січня 2014 перейшов в стан команди «ФК Олот» за умовами угоди про оренду до літа 2015 року.
Після повернення до складу «Жирони» уклав угоду до 2017 року.

## Титули і досягнення
- Володар Кубка Кіпру (1):

АЕК: 2024-2025